# 大姓八族
大姓八族指的是朝鮮半島百濟時期，追隨百濟開國君主溫祚王的八家貴族姓氏，根據中國史書《隋書》記載了以下八個姓氏。其中解氏與真氏在百濟早期掌握相當大的權力，百濟的許多皇后都出身於這兩家貴族。
|  | 沙姓(사씨)、燕姓(연씨)、刕姓(협씨)、解姓(해씨)、貞姓(정씨)、國姓(국씨)、木姓(목씨)、苩姓(백씨) |

其中，苩姓為了躲避唐朝與新羅的追殺而改名為「白姓」

## 出身八大姓的名人
- 沙姓（사씨）：沙乞（朝鲜语：사걸）、沙咤相如(사타상여)、沙宅己婁(사택기루)、沙豆(사두)。
- 燕姓（연씨）：燕信(연신)、燕會( 연회)、燕突(연돌)、燕謨(연모)。
- 刕姓（협씨）
- 解姓（해씨）：해루(解婁)、해충(解忠)、해명(解明)、해구(解仇)、해수(解須)。
- 真姓（진씨）：真靜(진정)、真老(진로)、眞嘉謨（朝鲜语：진가모）、真武(진무)、真忠(진충)、眞男(진남)、真勿(진물)、眞高道(진고도)。
- 國姓（국씨）：國智牟(국지모)。
- 木姓（목씨）：木羅斤資(목라근자)、木滿致(목만치)、木荔昧淳(목협매순)、木荔麻那(목협마나)。
- 苩姓（백씨）：苩加(백가 )、苩奇(백기)、白加(백가)、白昧淳(백매순)。

## 錯誤
清朝乾隆時期編譯的《滿洲源流考》中，因苩姓（백씨）與苗姓字形相似，而不小心將兩者混為一談